# Otogosaurus sarulai
Otogosaurus sarulai es la única especie conocida del género dudoso extinto Otogosaurus es un género de dinosaurio saurópodo, que vivó a finales el período Cretácico, hace aproximadamente 80 millones de años, durante el Campaniense, en lo que es hoy Asia. Esta especie fue descrita por primera vez por el científico chino Zhao, 赵喜进, en 2004. Se conoce a partir de restos poscraneales parciales, incluida una tibia de 2,2 metros de largo y varias huellas. Lleva el nombre de Otog Banner en Mongolia Interior, donde fue descubierto, y de Sarula, la niña que descubrió los fósiles. A pesar de que a veces se presenta como un taxón válido, a veces acompañado de citas de Zhao de 2004 o Zhao & Tan de 2004, los académicos no han podido localizar dicha fuente, por lo que suele ser considerado informal.
En chino, Otogosaurus se conoce como 鄂托克龙. Otogosaurus sarulai se conoce como 萨茹拉鄂托克龙. Otogosaurus sarulai fue descubierto en Mongolia Interior y se especuló que era un herbívoro. La longitud del dinosaurio es de unos 15 metros. Se encontró el pie y el hueso de la cadera derecha del dinosaurio, junto con diversos fósiles. Estos fueron fechados en alrededor de 80 millones de años, colocando a Otogosaurus en el Período Cretácico. Según la estructura ósea superviviente, se cree que tenía una cintura y una espalda fuertes, con las patas traseras más largas que las delanteras. El hábitat de Otogosaurus habría sido alrededor de cuerpos de agua, como lagos, con vegetación. También se descubrieron huellas fosilizadas con los fósiles cercanos.